# Leucothoe catesbaei
Leucothoe catesbaei là một loài thực vật có hoa trong họ Thạch nam. Loài này được (Walter) A. Gray mô tả khoa học đầu tiên năm 1856.

## Hình ảnh

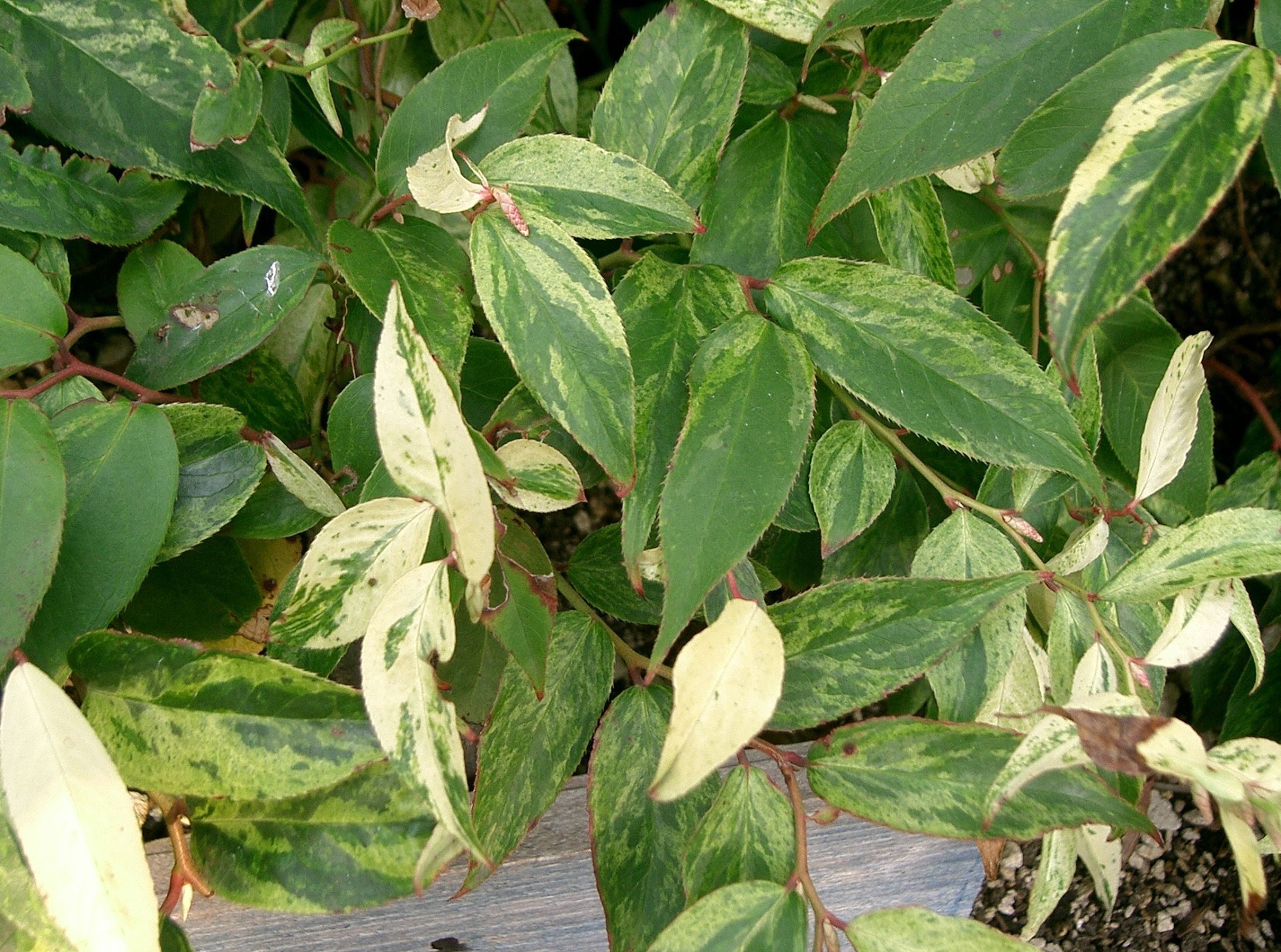
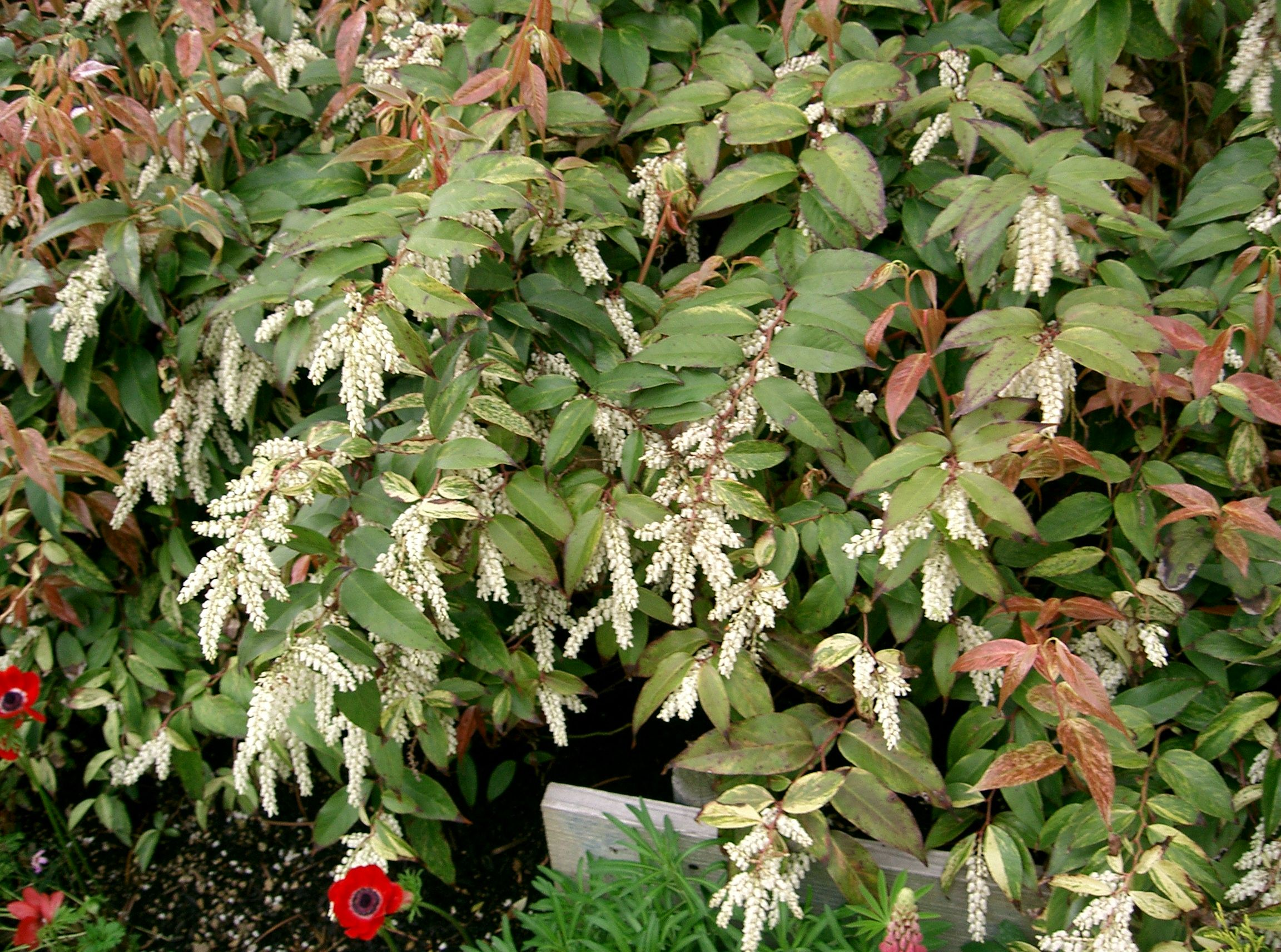
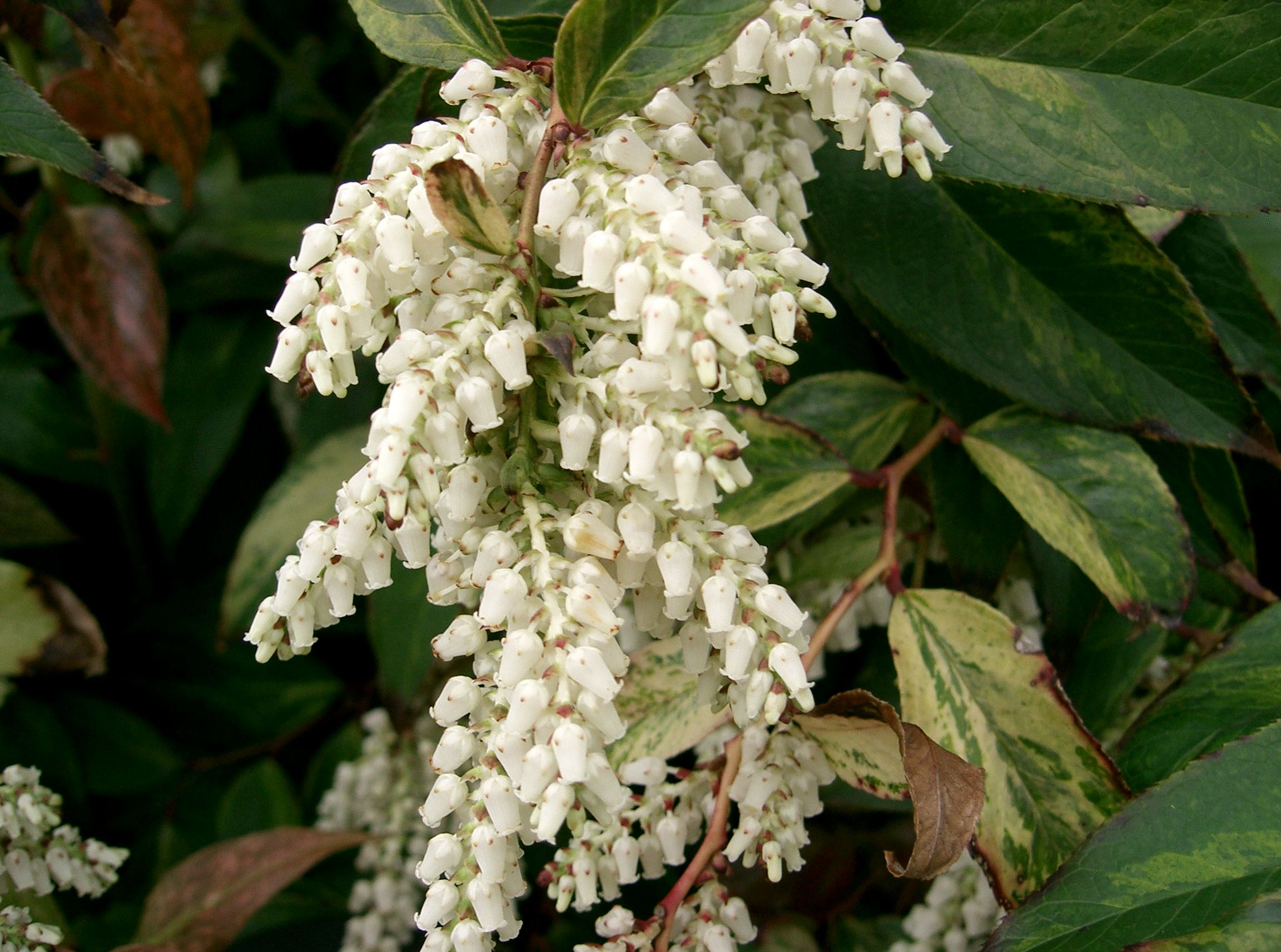
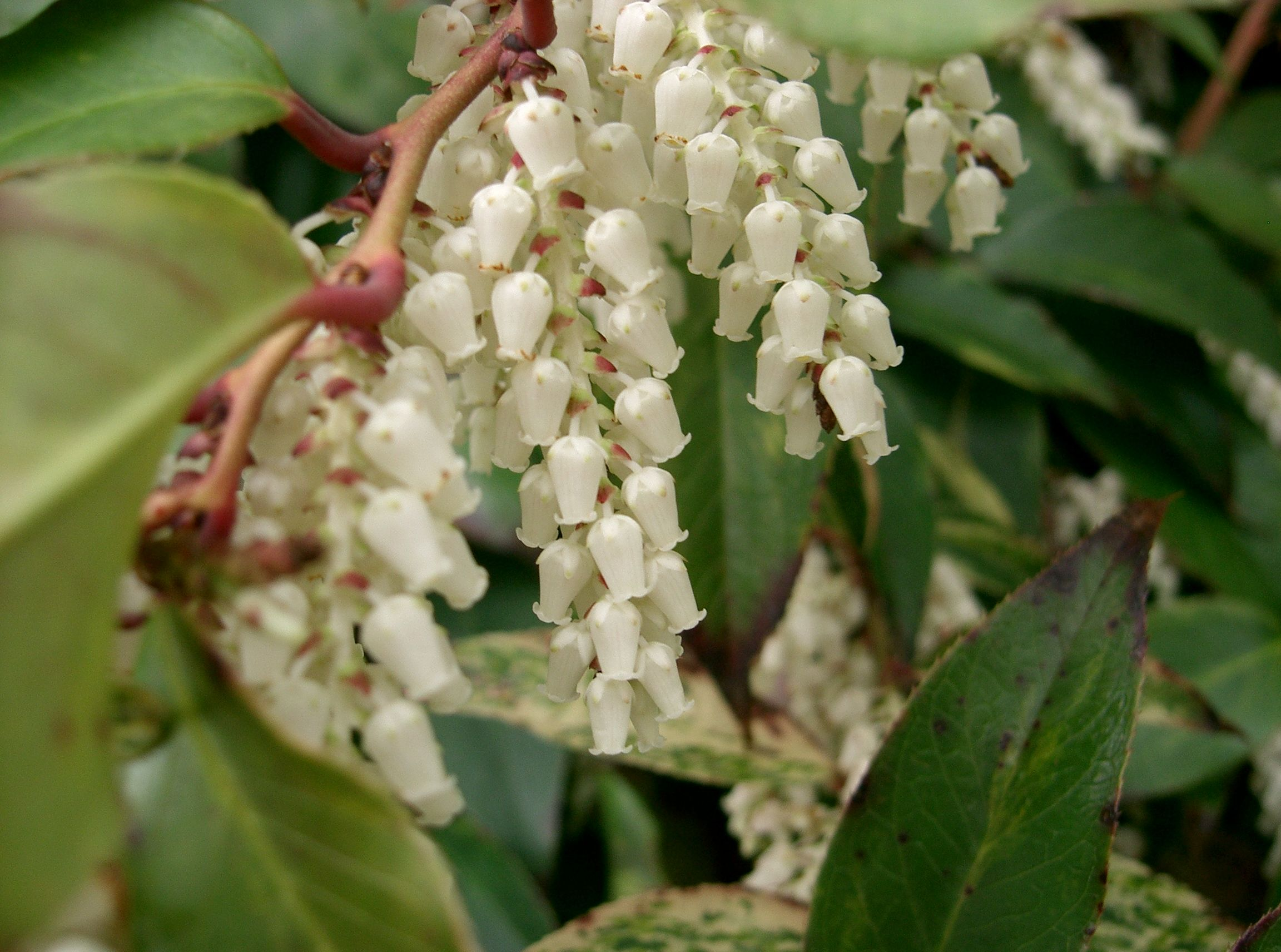